# Zimmerius chrysops
A Zimmerius chrysops a madarak (Aves) osztályának a verébalakúak (Passeriformes) rendjébe és a királygébicsfélék (Tyrannidae) családjába tartozó faj.

## Rendszerezése
A fajt Philip Lutley Sclater angol ügyvéd és zoológus írta le 1859-ben, a Tyrannulus nembe Tyrannulus chrysops néven.

## Alfajai
- Zimmerius chrysops albigularis[2] (Chapman, 1924) vagy Zimmerius albigularis[1]
- Zimmerius chrysops chrysops[2] (P. L. Sclater, 1859)
- Zimmerius chrysops cumanensis[2] (Zimmer, 1941)
- Zimmerius chrysops flavidifrons[2] (P. L. Sclater, 1860) vagy Zimmerius flavidifrons[1]
- Zimmerius chrysops minimus (Chapman, 1912)[2] vagy Zimmerius minimus[1]

## Előfordulása
Kolumbia, Peru és Venezuela területén honos. Természetes élőhelyei a szubtrópusi és trópusi síkvidéki és hegyi esőerdők, valamint ültetvények, másodlagos erdők és vidéki kertek. Állandó, nem vonuló faj. Egyes szervezetek, bizonyos alfajait önálló fajjá nyilvánították, így elterjedési területe is csökkenhet.

## Megjelenése
Testhossza 12 centiméter, testtömege 10,5 gramm.

## Természetvédelmi helyzete
Az elterjedési területe nagyon nagy, egyedszáma pedig stabil. A Természetvédelmi Világszövetség Vörös listáján nem fenyegetett fajként szerepel.